# Colvillea racemosa

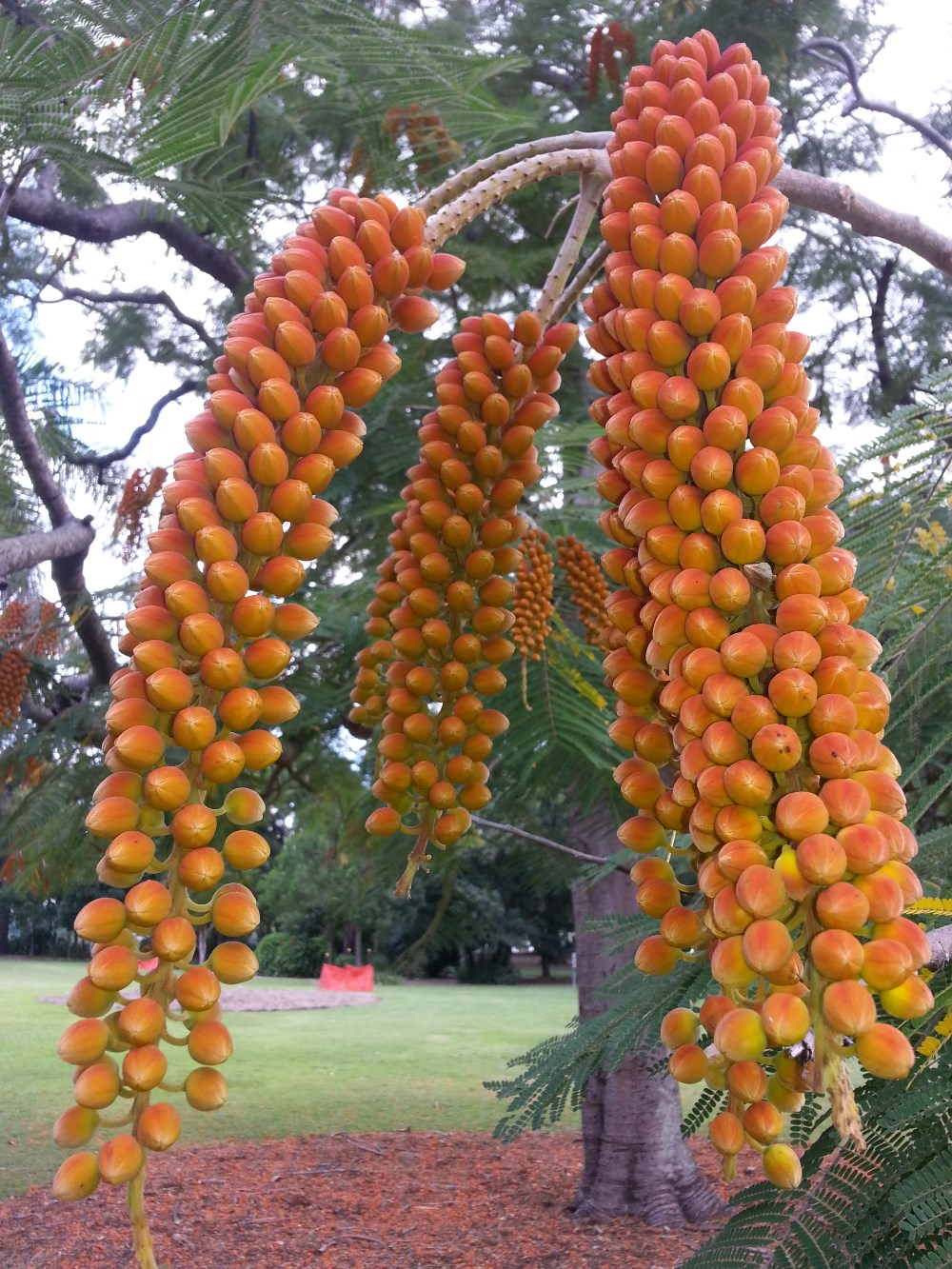
Rozkvétající květenství Colvillea racemosa

Colvillea racemosa je vysoký strom pocházející z Madagaskaru. Je to jediný druh rodu Colvillea. Vyznačuje se jasně oranžovými květenstvími a bohatým kvetením. Je občas pěstován v klimaticky příhodných oblastech tropů jako okrasná dřevina.

## Popis
Colvillea racemosa je vysoký stálezelený strom s rovným kmenem. Listy jsou velké, střídavé, dvakrát zpeřené, kapradinového vzhledu. Květy jsou žluté a oranžové, oboupohlavné, dvoustranně souměrné, uspořádané v bohatých hustých válcovitých vrcholových hroznech. Kalich je jasně oranžový, dvoupyský, horní 4 zuby jsou srostlé. Korunních lístků je 5, prostřední je menší než zbylé 4. Tyčinek je 10 jsou volné, zlatožluté a vyčnívají z květu. Semeník je téměř nebo zcela přisedlý a obsahuje mnoho vajíček. Plodem je podlouhlý lusk pukající 2 chlopněmi.

## Rozšíření
Druh pochází z Madagaskaru, kde roste v nížinách na savanách, v původních pralesích a na mýtinách v západní polovině ostrova. Je řazen mezi potenciálně ohrožené rostliny.

## Význam
Colvillea racemosa je nádherně a bohatě kvetoucí dřevina, která však není v tropech vysazována příliš často. Je vhodná pro tropické oblasti s obdobím sucha a vyžaduje plné slunce. Květenství se vyvíjejí v horní části koruny a u vzrostlých exemplářů jsou k vidění spíše z větší vzdálenosti.